# دونگنام-گو
دونگنام-گو (به لاتین: Dongnam-gu) یک منطقهٔ مسکونی در کره جنوبی است که در چئونان واقع شده‌است. دونگنام-گو ۴۳۸٫۵۴ کیلومتر مربع مساحت و ۲۶۴٬۰۸۸ نفر جمعیت دارد.